# NGC 5755
NGC 5755 ist eine Balkenspiralgalaxie vom Hubble-Typ SBd im Sternbild Bärenhüter am Nordsternhimmel. Sie ist rund 436 Millionen Lichtjahre von der Milchstraße entfernt und hat einen Durchmesser von etwa 170.000 Lichtjahren.
Die verzerrte Form der Galaxie legt nahe, dass sie mit NGC 5753 ein gebundenes Paar bildet. Gemeinsam mit dem Galaxienpaar NGC 5752 und NGC 5754 bilden sie das optische Quartett Arp 297. Halton Arp gliederte seinen Katalog ungewöhnlicher Galaxien nach rein morphologischen Kriterien in Gruppen. Dieses Galaxienpaar gehört zu der Klasse Galaxien mit langen Filamenten.
Entdeckt wurde das Objekt am 1. April 1878 von Lawrence Parsons.